# Génie (art)
Pour les articles homonymes, voir Génie.

Les Génies des Arts, François Boucher, musée des Beaux-Arts d'Angers, 1761.

En termes de sculpture et de peinture, génie désigne une figure d'enfant ailé. Ceux dont le bas du corps est terminé par des rinceaux se nomment génies fleuronnés.